# Улица Сергея Макеева
У́лица Серге́я Маке́ева (в 1936—1965 — Малая Декабрьская улица, ранее — 4-я Звенигородская улица) — улица в центре Москвы на Пресне между Мантулинской улицей и улицей 1905 года. На улице расположены Ваганьковское кладбище, одно из наиболее крупных и известных в Москве, и Армянское кладбище. При Ваганьковском кладбище находится Храм Воскресения Словущего.

## Происхождение названия
Получила современное название 6 мая 1965 года (в ознаменование 20-летия Победы над гитлеровской Германией) в честь Героя Советского Союза С. Ф. Макеева (1909—1944), жившего на этой улице с 1925 года. Во время Великой Отечественной войны командовал взводом гвардейской танковой бригады. На подступах к Киеву ворвался на танке в колонну врага. Погиб в бою. В 1936—1965 годах — Малая Декабрьская улица; ранее — 4-я Звенигородская улица. Название появилось в XIX веке по проходившей поблизости дороге в древний русский город Звенигород (сейчас сохранилась лишь 2-я Звенигородская улица).

## Описание

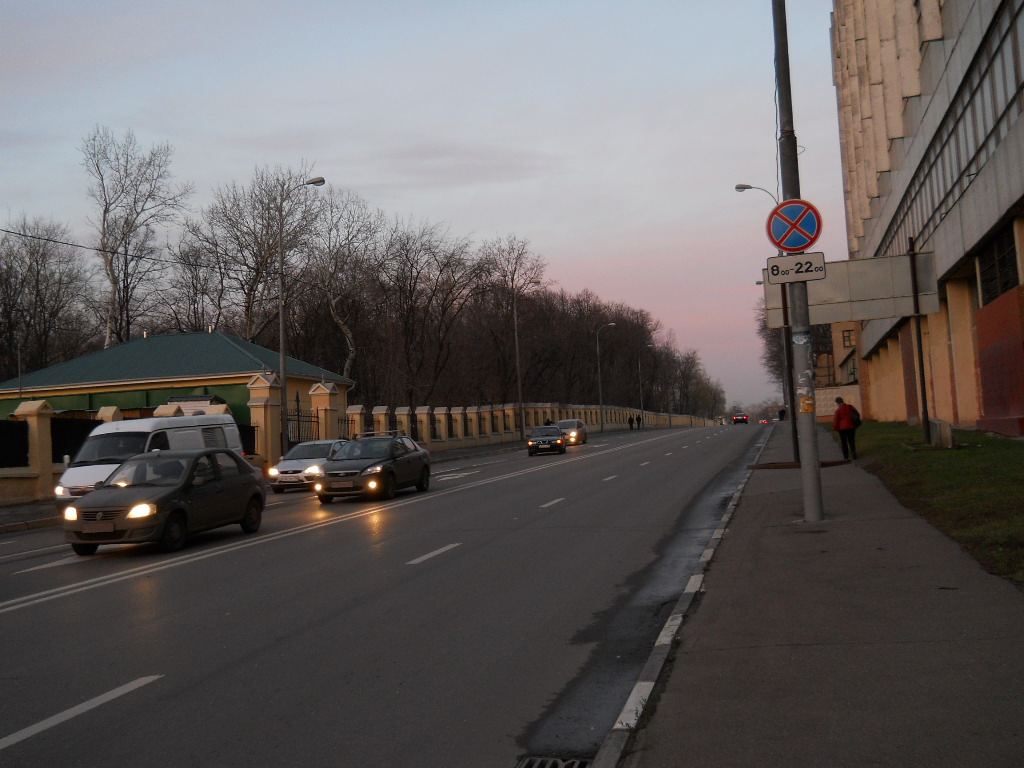
Улица Сергея Макеева, вид от Звенигородского шоссе в сторону Ваганьковского кладбища.

Улица Сергея Макеева начинается от Мантулинской улицы, проходит на север, пересекает Шмитовский проезд, справа к ней примыкают улицы Анатолия Живова и Костикова, затем пересекает Звенигородское шоссе, отклоняется на северо-восток и идёт вдоль Ваганьковского и Армянского кладбищ до улицы 1905 Года, где заканчивается транспортной развязкой напротив Ходынской улицы.

## Примечательные здания и сооружения
По нечётной стороне:
- Дом 9 — торговый дом «Мосдормаш»;

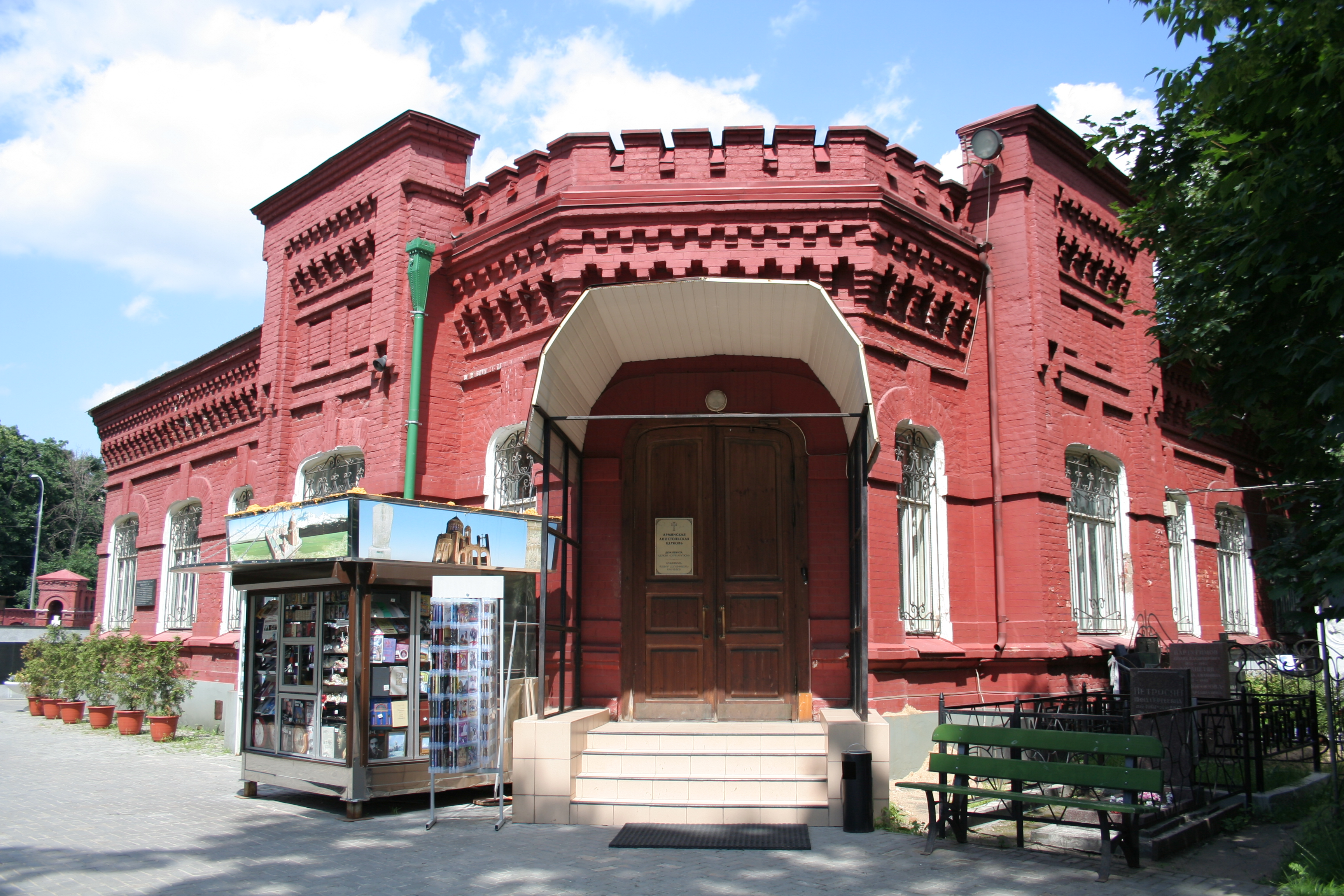
№ 10. Здание Армянской апостольской церкви.

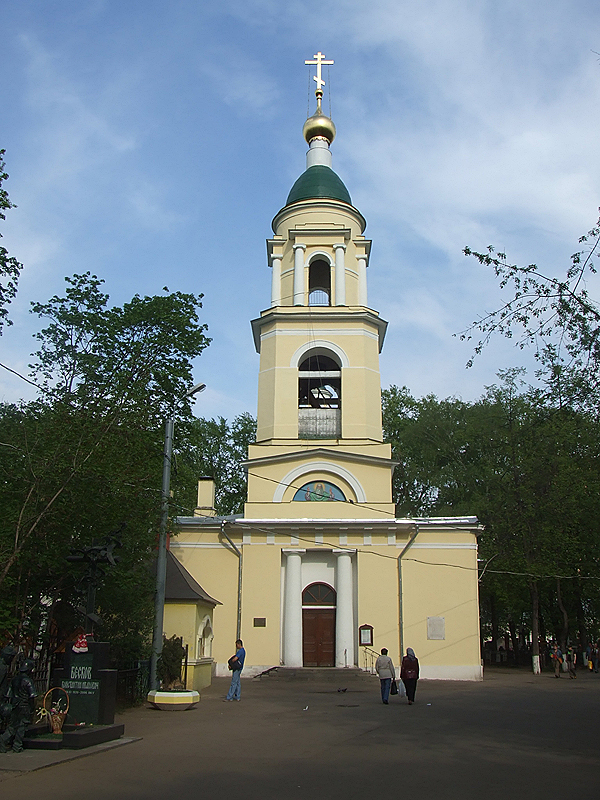
№ 15. Храм Воскресения Словущего на Ваганьковском кладбище.

- Дом 15 — Ваганьковское кладбище, Храм Воскресения Словущего на Ваганьковском кладбище, Храм Андрея Первозванного на Ваганьковском кладбище;

По чётной стороне:
- Дом 2 — отделение Почты России № 123100
- Дом 10 — Армянское кладбище Москвы; Централизованная религиозная организация Ново-Нахичеванской и Российской епархии Армянской апостольской церкви.